# Ida Barney
Ida Barney (New Haven, 6 de novembro de 1886 – New Haven, 7 de março de 1982) foi uma astrônoma estadunidense. É conhecida por sua obra em 22 volumes astrometric measurements sobre 150 mil estrelas. Estudou no Smith College e na Universidade Yale, passando a maior parte de sua carreira no Observatório da Universidade Yale. Recebeu o Prêmio Annie J. Cannon de Astronomia de 1952.

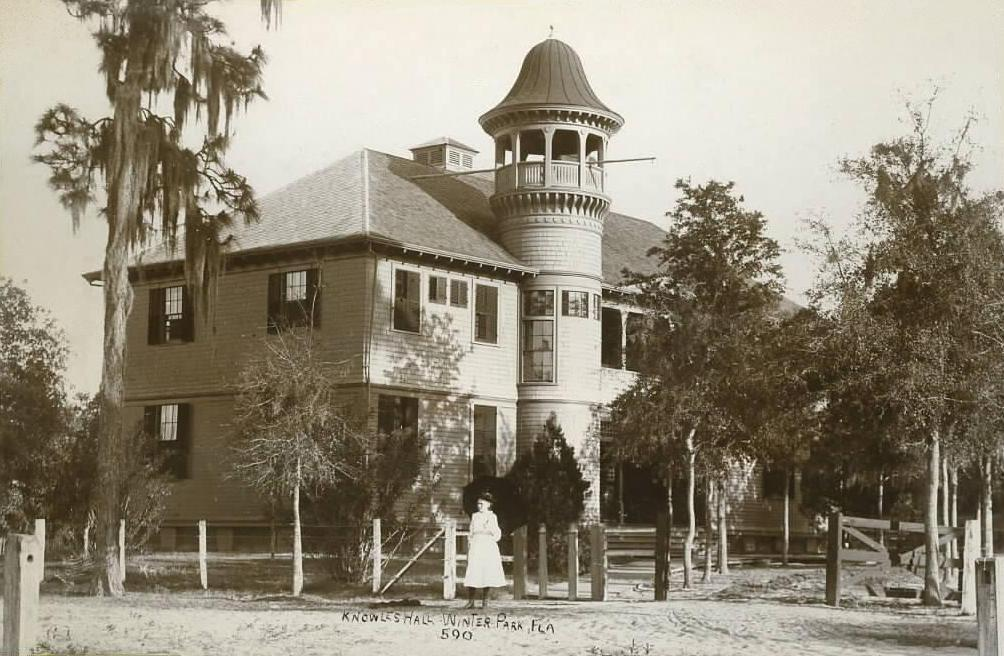
Rollins College, c. 1909

## Honrarias
Recebeu o Prêmio Annie J. Cannon de Astronomia de 1952, concedido pela American Astronomical Society.
Está sepultada no Grove Street Cemetery em New Haven, Connecticut.
O 5655 Barney é um asteroide do cinturão de asteroides denominado em sua memória.

## Obras
- Barney, Ida; Schilt, Jan (1927). «Discussion of the proper motions in the equatorial Zone». Astronomical Journal. 37. doi:10.1086/104785
- Barney, Ida; Schilt, Jan (1930). «Analysis of the Yale proper motions in the zones between +50 degrees and +55 degrees and between +55 degrees and +60». Astronomical Journal. 40. doi:10.1086/105000
- Barney, Ida; Schlesinger, Frank (1938). «An effect of a star's color upon its apparent photographic position». Astronomical Journal. 47. doi:10.1086/10547
- Barney, Ida; Schlesinger, Frank (1939). «On the accuracy of the proper motions in the General Catalogue Albany». Astronomical Journal. 48. doi:10.1086/105546
- Barney, Ida; Schlesinger, Frank (1940). «New reductions of astrographic plates with the help of the Yale photographic Catalogues». Astronomical Journal. 49. doi:10.1086/105625